# Nowa Maryśka
Nowa Maryśka – kolonia w Polsce, w województwie mazowieckim, w powiecie mławskim, w gminie Strzegowo}. Należy do parafii Unieck.
Do 2023 miejscowość była częścią wsi Stara Maryśka.
W latach 1975–1998 Nowa Maryśka administracyjnie należała do województwa ciechanowskiego.